# Muro do Saara

Evolução da área cercada pelo muro do Saara. A área amarela corresponde à zona ocupada pela Frente Polisário.

O Muro do Saara (ou muro marroquino) é uma estrutura defensiva com aproximadamente 2700 km de extensão, que atravessa o Saara Ocidental e a zona sudeste de Marrocos. Age como uma barreira de separação entre as zonas do Saara controladas por Marrocos e as controladas pela Frente Polisário.
Além do muro de  areia e pedra, construído pelo Marrocos, integram a estrutura defensiva bunkers e campos minados.

## Galeria

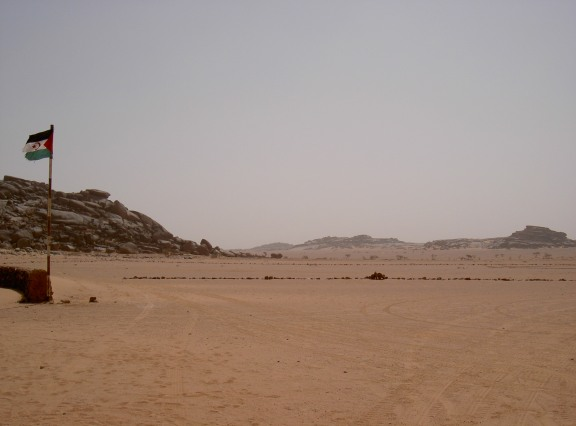
Saara Ocidental, área entre os territórios controlados pela Polisário e Marrocos, perto de Tifariti
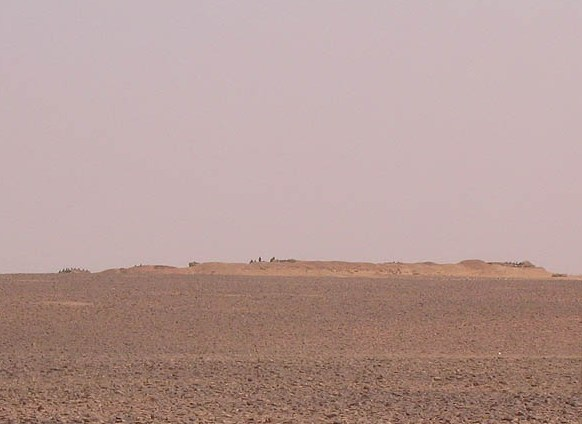
A muralha marroquina ao sul de Mahbes
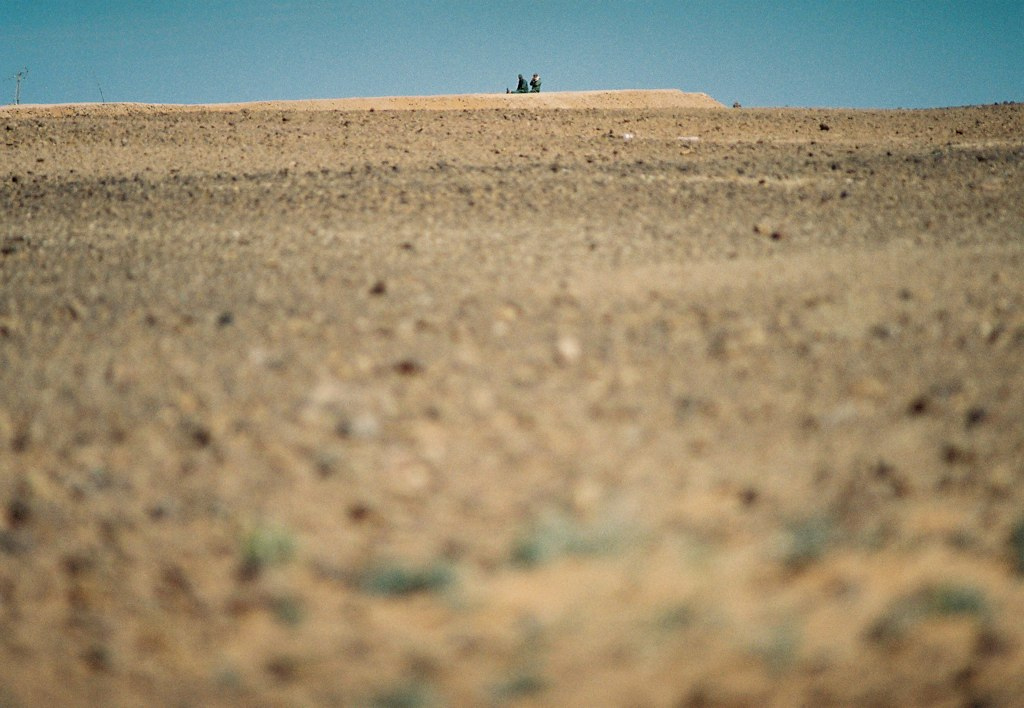
Muralha a leste de Mahbes
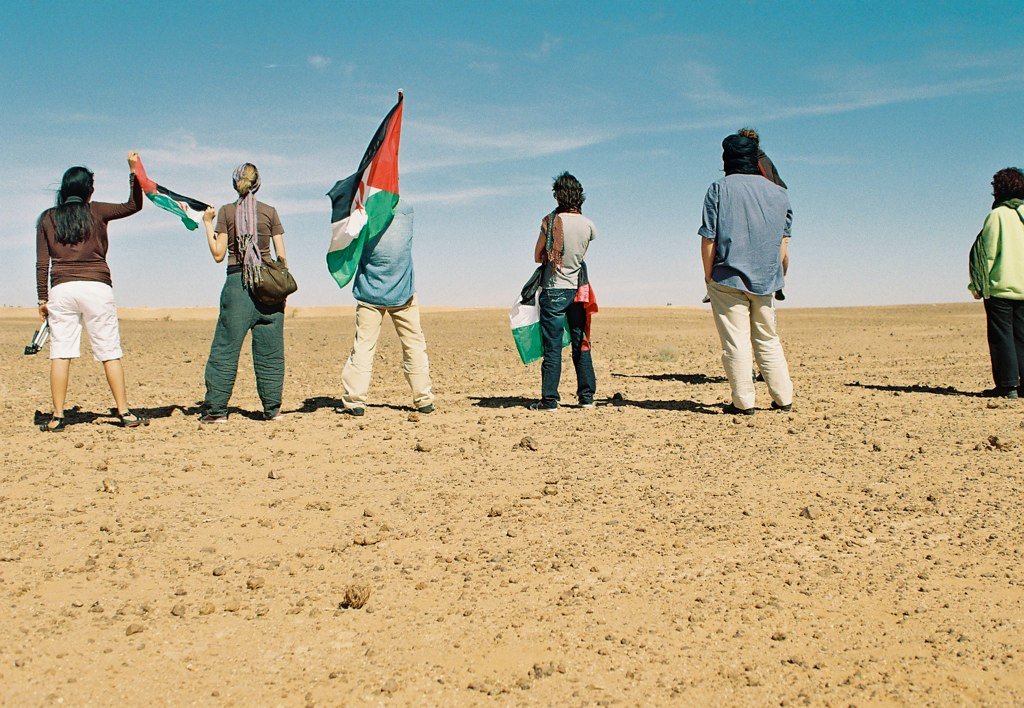
Manifestantes carregando bandeiras da Polisário em frente à berma do Saara Ocidental (2011)